# HD 141318
HD 141318，又名CP-54 6711，SAO 243044、HR 5873，是一颗恒星，视星等为5.73，位于銀經326.79，銀緯-0.73，其B1900.0坐标为赤經15h 43m 20.3s，赤緯-54° -0.73′ 2″。